# Roser og Persille
Roser og persille (Tango for tre) er en dansk romantisk komedie fra 1993, instrueret af Eddie Thomas Petersen efter manuskript af Vibeke Steinthal.

## Medvirkende
- Søren Pilmark, Benny, musiker og optiker
- Kasper Andersen, Mads, Bennys søn
- Marianne Mortensen, Stine
- Anne Sofie Fensmark Hansen, Kisser, Stines datter
- Søren Spanning, Jørgen, Stines kæreste
- Henning Moritzen, Willy, Bennys far
- Kai Løvring, Orla, Willys ven
- Jannie Faurschou, Nora Kjær, sangerinde
- Michael Carøe, Peter, Bennys ven
- Mille Hoffmeyer Lehfeldt, Bolette, Jørgens datter
- Lotte Rømer, Thorkild, værtshusejer
- Sofie Stougaard, Alice, damefrisør
- Lars Lohmann, Konferencier ved modeshow
- Tomas Villum Jensen, Piccolo
- Grethe Sønck, Fru Klausen, kunde i frisørsalon
- Joy-Maria Frederiksen, Brud
- Arne Lundemann, Brudens far
- Jarl Forsman, Bryllupsgæst
- Bente Eskesen, Optiker
- Martin Elung Jensen, Bartender på La Paloma
- Jacob Morild, Bartender på Plaza
- Tom Jensen, Spejderfører
- Jørgen Kiil, Gæst på La Paloma
- Lene Maimu, Gæst på La Paloma
- Lone Helmer, Fru Blom
- Sune Falk Otterstrøm,	Kunde i blomsterforretning
- Hanne Løye, Kunde i blomsterforretning
- Kristian Boland, Modefotograf
- Louise Bruun, Fotomodel
- Rolf Konow, Pressefotograf
- Margrethe Koytu, Sagsbehandler
- Niels Weyde, Mand i venteværelse
- Claus Bue, Togbetjent